# Banjaresische Sprache
Die banjaresische Sprache ist eine malayo-polynesische Sprache und ist die Muttersprache des banjaresischen Volkes im südlichen Borneo in Indonesien.

## Verbreitung
Das Kerngebiet des Banjaresischen liegt in der Provinz Kalimantan Selatan. Da viele Banjaresen reisende Händler sind, verbreiteten sie ihre Sprache in vielen Teilen Indonesiens. Kleinere Siedlungsgebiete, in den Banjaresich gesprochen wird, finden sich daher auch in den Provinzen Kalimantan Tengah, Jambi, Kepulauan Riau und Riau.
Außerdem dient das Banjaresische im indonesischen Teil der Insel Borneo als überregionale Verkehrssprache, und zwar vor allem im Kerngebiet Kalimantan Selatan, aber auch vermehrt in Kalimantan Timur und Kalimantan Tengah. Ausgenommen hiervon ist Kalimantan Barat, wo überwiegend Dialekte des Malaiischen im engeren Sinn gesprochen werden.
Die Sprache enthält eine große Zahl an malaiischen und einigen javanischen Kognaten, aber sie haben üblicherweise ihre eigenen distinktiven Entsprechungen auf Banjaresisch.

## Klassifikation und Dialekte
Obwohl das Banjaresische mit seinen sechs Millionen Sprechern weithin als „lokales Malaiisch“ betrachtet wird, konnten Studien noch nicht einmal beweisen, dass die Sprache überhaupt Malaysisch ist. Bislang konnte nur nachgewiesen werden, dass mit 80-prozentiger Wahrscheinlichkeit Banjaresisch näher mit dem Malaiischen und der Sprache Iban als mit anderen malayo-sumbawanischen Sprachen verwandt ist. Es ist wahrscheinlich, dass es sogar die sich von der Malaysischen am meisten unterscheidende Sprache ist, die in den Studien aufgeführt wurde.
Die banjaresische Sprache teilt sich in zwei Hauptdialekte auf: der Oberlaufdialekt (Banjar Hulu) und der Unterlaufdialekt (Banjar Kuala).